# San Miguel Suchixtepec
San Miguel Suchixtepec là một đô thị thuộc bang Oaxaca, México. Năm 2005, dân số của đô thị này là 2694 người.